# Niespodziane Stawki

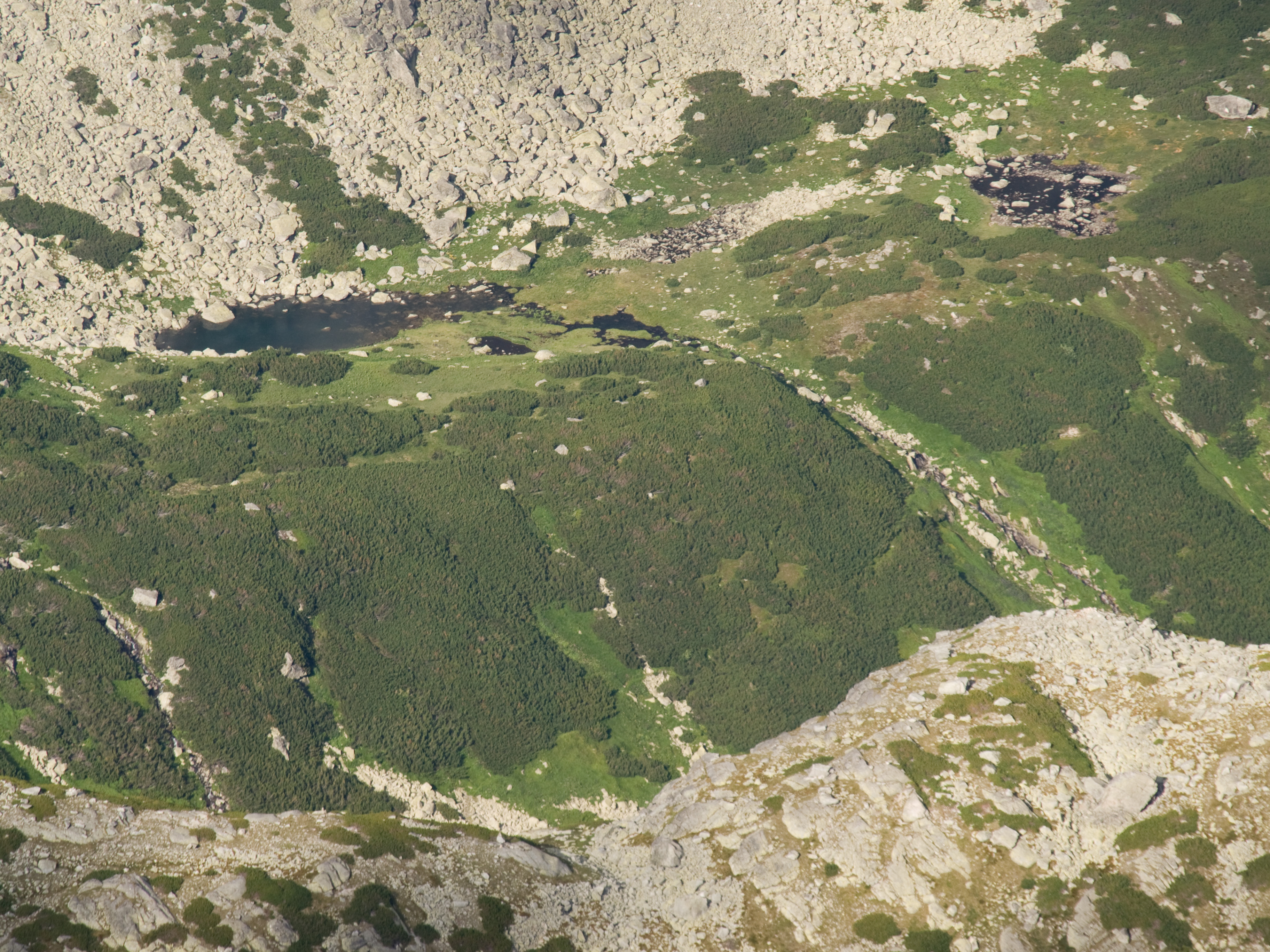
Niespodziane Stawki i Niespodziane Oka

Niespodziane Stawki (słow. Studené plesá) – grupa trzech małych stawków znajdujących się w Dolinie Staroleśnej w słowackich Tatrach Wysokich. Leżą w kotlinie zwanej Niespodzianym Ogródkiem, u stóp południowej ściany Strzeleckiej Turni. W otoczeniu Niespodzianych Stawków znajdują się małe, okresowe oczka wodne – Niespodziane Oka. Niespodziane Stawki są jedną z grup stawów znajdujących się w obrębie Doliny Staroleśnej, które wchodzą w skład 27 Staroleśnych Stawów. Nie prowadzą do nich żadne znakowane szlaki turystyczne, więc nie są dostępne dla turystów.
W skład Niespodzianych Stawków wchodzą:
- Niżni Niespodziany Stawek, o powierzchni ok. 0,1 ha,
- Pośredni Niespodziany Stawek, niepomierzony dokładnie,
- Wyżni Niespodziany Stawek, największy z nich o powierzchni ok. 0,15 ha.

## Nazewnictwo
Nazwa Niespodzianych Stawków pochodzi od ich położenia, gdyż są ukryte pośród skał i złomów. Ich „niespodziany” widok był inspiracją do nadania im tej nazwy. Są ledwo widoczne z daleka ze znakowanego niebiesko szlaku turystycznego biegnącego znad Wodospadów Zimnej Wody do Schroniska Zbójnickiego – aby je lepiej ujrzeć, trzeba nieco zboczyć ze ścieżki w kierunku Niespodzianego Ogródka.